# 1876年の相撲
1876年の相撲（1876ねんのすもう）は、1876年の相撲関係のできごとについて述べる。

## できごと
この年の10月、秋月の乱が勃発。丁度東京相撲の力士が福岡県廿木町を巡行中であり、力士が県庁方に助勢して活躍した。賊徒捕縛の錦絵が現存している。

## 興行
- 1月場所（東京相撲）[2]
  - 興行場所:本所回向院
  - 晴天10日間興行
- 4月場所（東京相撲）[3]
  - 興行場所:本所回向院
  - 晴天10日間興行
- 9月場所（京都相撲）[4]
  - 興行場所:八坂神社御免地
- 10月場所（東京大阪合併相撲）[5]
  - 興行場所:難波新地
  - 10日間興行

## 誕生
- 1月3日 - 大湊徳枩（最高位：前頭3枚目、所属：出羽海部屋、+ 1937年【昭和12年】）[6]
- 1月19日 - 若嶌權四郎（第21代横綱（大阪相撲）、+ 1943年【昭和18年】）[7]
- 3月28日 - 國見山悦吉（最高位：大関、所属：友綱部屋、+ 1924年【大正13年】）[8]
- 5月13日 - 大木戸森右エ門（第23代横綱（大阪相撲）、+ 1930年【昭和5年】）[7]
- 10月4日 - 綾瀬川山左エ門（最高位：前頭5枚目格付出（大阪関脇）、所属：尾車部屋、+ 1943年【昭和18年】）[9]
- 12月3日 - 20代木村庄之助（立行司、+ 1940年【昭和15年】）[10]